# Cap de Barbaria
Das Cap de Barbaria ist das südwestliche Kap von Formentera, der südlichsten Balearischen Insel.
Das Kap liegt an einer felsigen, über 100 Meter hohen Küste in einem unbesiedelten und nur mit spärlicher Vegetation versehenen Naturschutzgebiet. Es gibt eine Reihe von archäologischen Fundorten, einige kleinere Höhlen, einen Leuchtturm sowie einen Wachturm („Torre“) aus dem 18. Jahrhundert.

## Archäologische Fundorte
Von den 33 archäologischen Fundorten am Cap de Barbaria gehören 21 zur Ur- und Frühgeschichte (1800–1000 v. Chr.), und acht in den Zeitraum der Punier und Römer bis in die mittelalterliche islamische Periode. Vier weitere Funde sind nicht zu datieren.
Die Fundorte Cap de Barbaria I ⊙, Cap de Barbaria II ⊙ und Cap de Barbaria III ⊙ sind umzäunt und einfach von der Straße (PMV-820.1) zu erreichen.
Weitere archäologische Fundplätze auf Formentera sind die Cova des Fum und die Megalithanlage Ca na Costa.

## Bilder

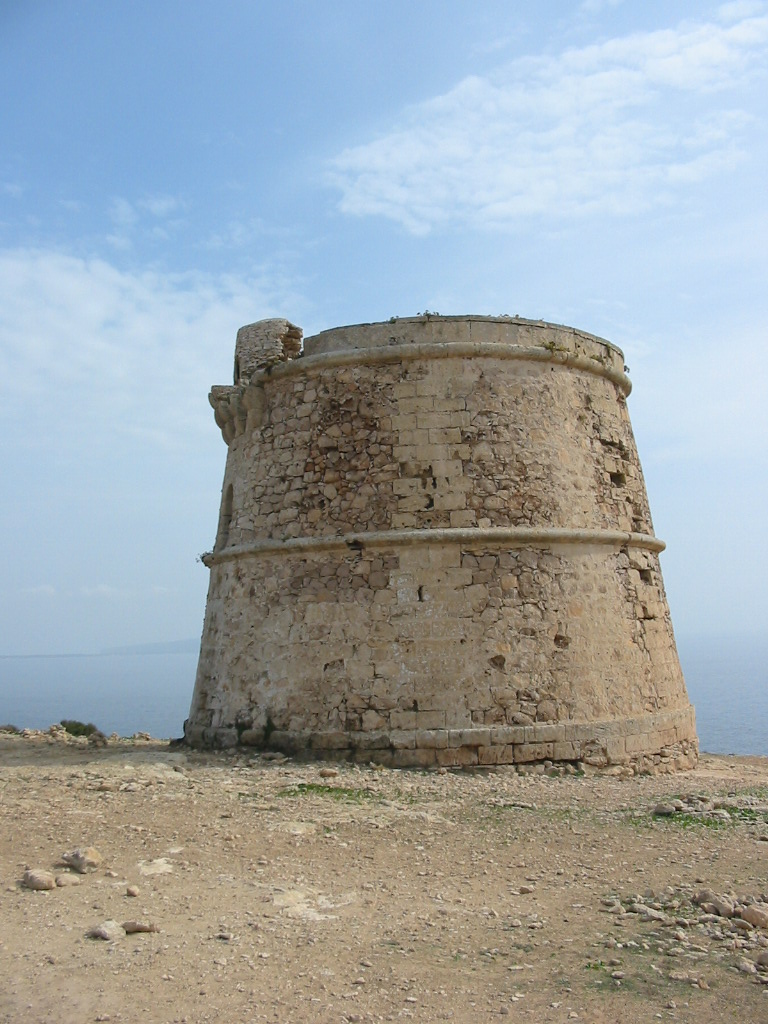
Wachturm aus der 2. Hälfte des 18. Jh. am Cap
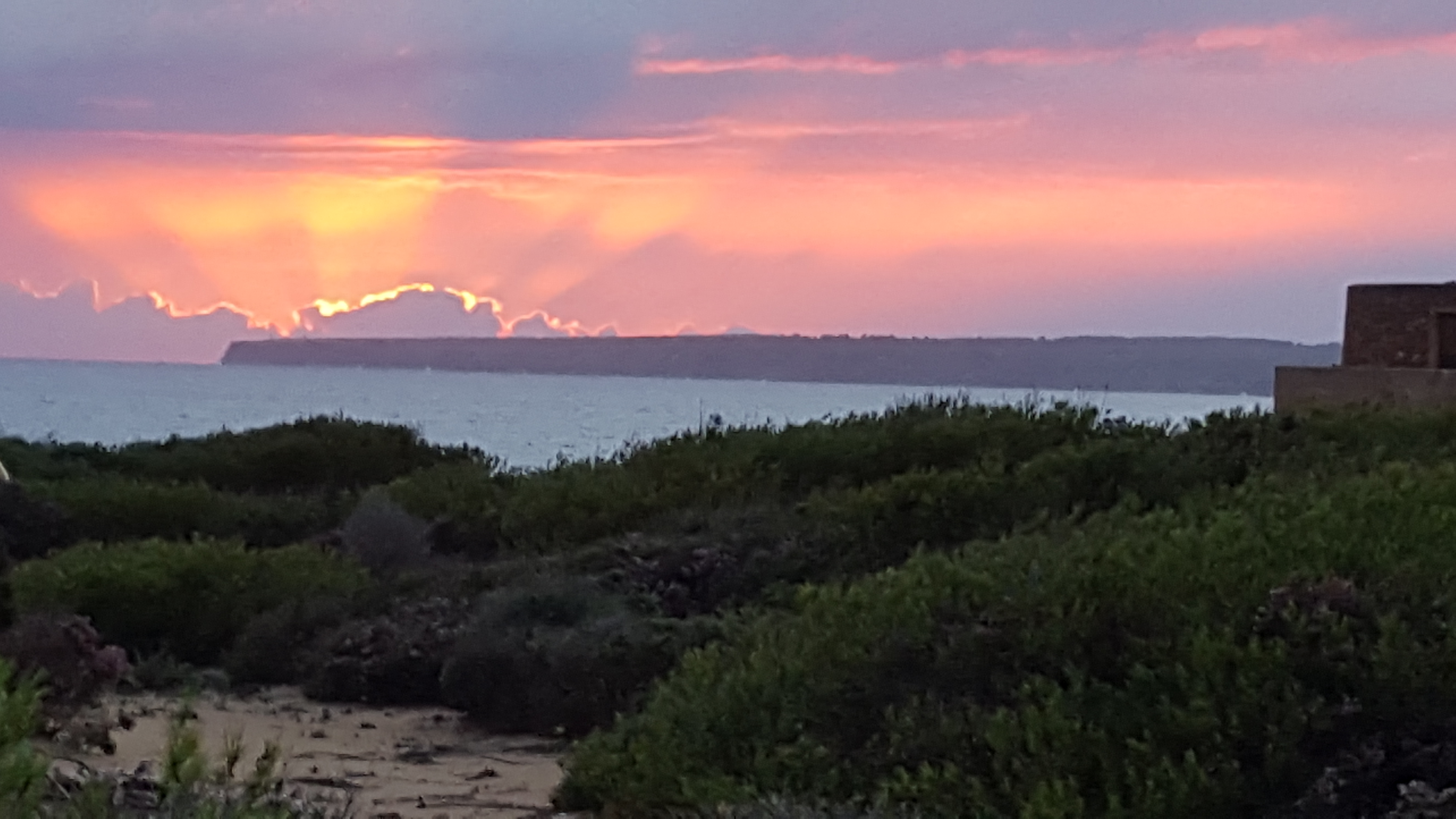
Cap de Barbaria im Hintergrund
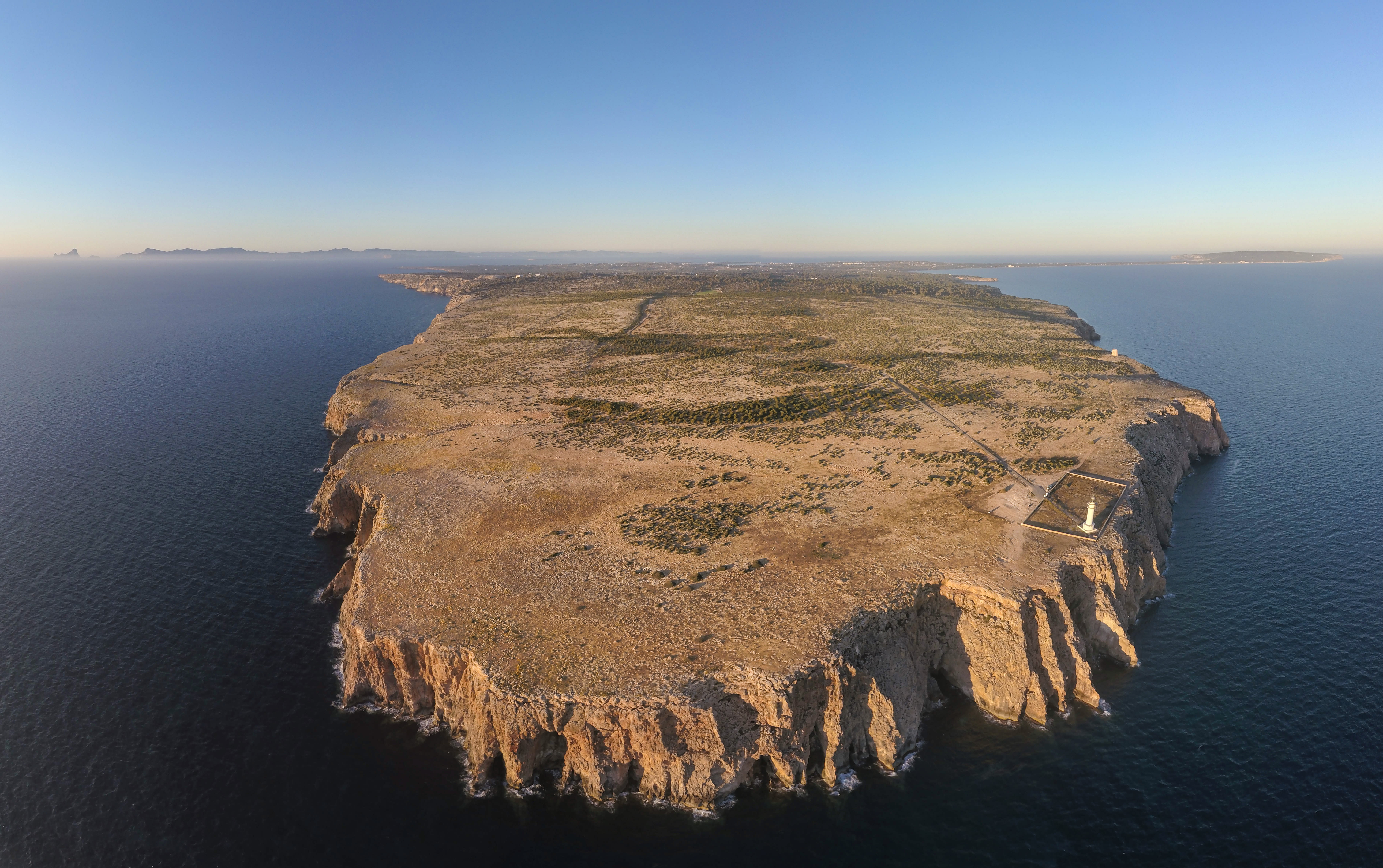
Blick auf das Cap de Barbaria